# Ampittia maroides
Ampittia maroides is een vlinder uit de familie van de dikkopjes (Hesperiidae). De wetenschappelijke naam van de soort is voor het eerst geldig gepubliceerd in 1896 door Lionel de Nicéville.